# Андроїд (фільм, 2013)
«Андроїд», або «Додаток» (оригінальна назва нід. App) — нідерландський фантастичний трилер режисера Бобі Бурманса, що вийшла у 2013 році. Головну роль виконала Ханна Хукстра. Цей фільм став першим, який одночасно показувався і на екрані кінотеатру і на смартфоні глядача. Прем'єра у Нідерландах відбулася 4 квітня 2013 року.

## У ролях
| Актор                          | Персонаж                            | Роль               |
| ------------------------------ | ----------------------------------- | ------------------ |
| Ханна Хукстра                  | Ганна Рейндерс (нід. Anna Rijnders) | головна героїня    |
| Роберт де Хог                  | Тім Мас                             |                    |
| Ісіс Каболе                    | Софі Велтс                          | подруга Ганни      |
| Алекс Гендрікс                 | Стейн                               | брат Ганни         |
| Матґейс ван де Санде Бакґейзен | Дан Тейсе                           |                    |
| Ліза Сіпс                      | Лізбет                              | дівчина-самогубця  |
| Йерун Спітзенбергер            | Джеррі                              |                    |
| Патрік Мартенс                 | Генрі                               |                    |
| Марк ван Еуен                  | Сім                                 |                    |
| Гаррі ван Рейтховен            | доктор Карло                        | викладач філософії |